# Aleksandras-Stulginskis-Universitätsbibliothek
Aleksandras-Stulginskis-Universitätsbibliothek (lit. Aleksandro Stulginskio universiteto biblioteka) ist eine Universitätsbibliothek in der Rajongemeinde Kaunas. Sie gehört der Landwirtschaftsakademie der Vytautas-Magnus-Universität (VDU). Die Bibliothek ist die älteste Agrarbibliothek in Litauen. Sie befindet sich in Noreikiškės bei Kaunas, Studentų-Str. 11.

## Geschichte
1924 wurde Žemės ūkio akademijos biblioteka in Dotnuva errichtet. Im Juli 1944 wurde sie von der Wehrmacht gebrannt. Im November 1944 wurde die Bibliothek wieder eröffnet. Ab 1947 war sie in Kaunas untergebracht. Seit 1964 befindet sie sich in Noreikiškės. 

## Leitung
- 1924–1934: Fabijonas Kemėšis
- 1934–1940: Valteris Gaigalaitis
- 1941–1944: Bronius Povilaitis
- 1944–1946: V. Porutis
- 1946–1947: Vladimiras Zubovas
- 1947–1981: J. Žygelytė
- 1981–1995: F. Skirutienė
- seit 1995 Aušra Raguckaitė